# Elaeocarpus elmeri
Elaeocarpus elmeri là một loài thực vật có hoa trong họ Côm. Loài này được DC. mô tả khoa học đầu tiên năm 1909.